# Zwangsarbeiterlager Bergener Straße

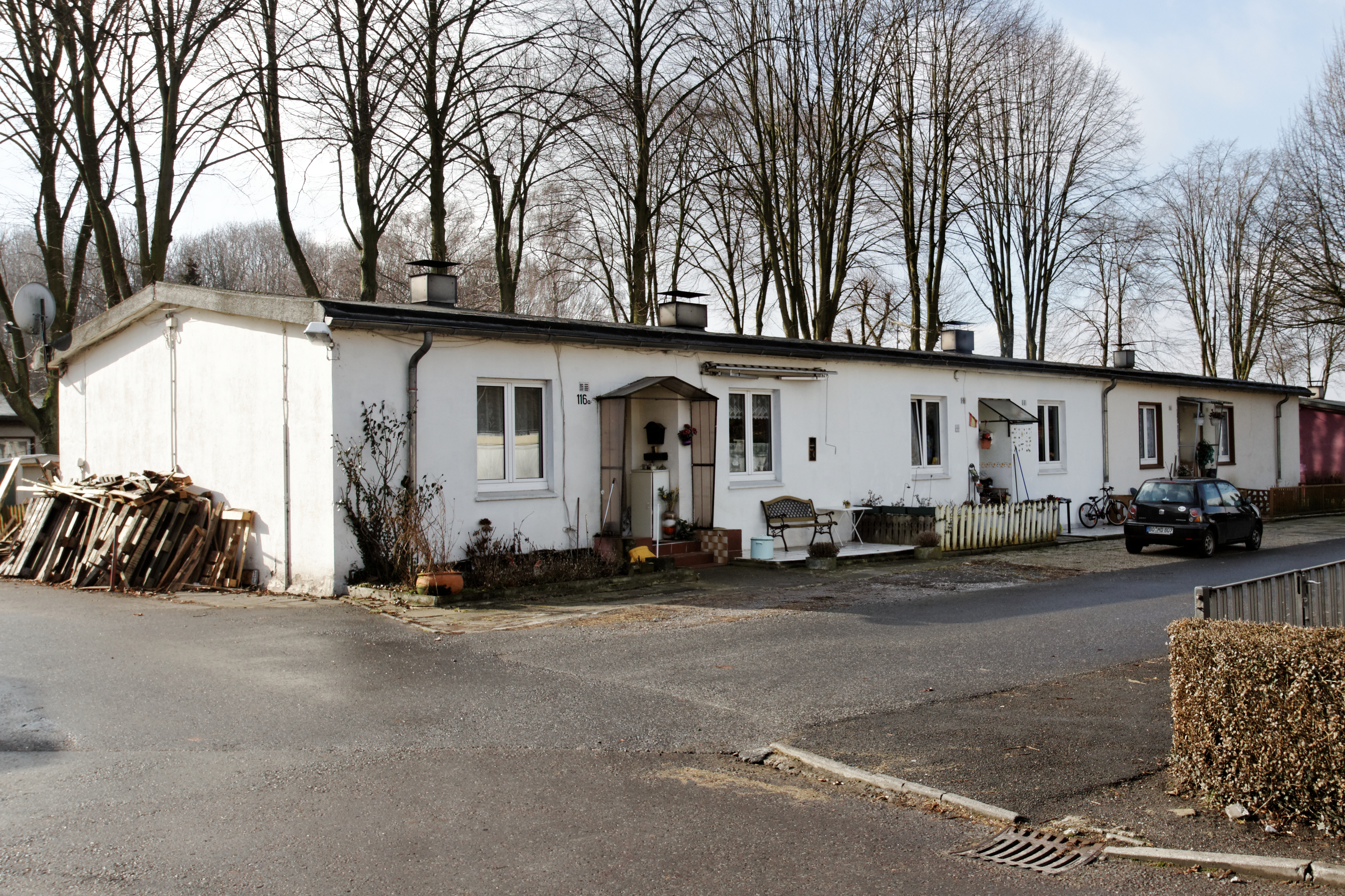
Ansicht eines Lagergebäudes

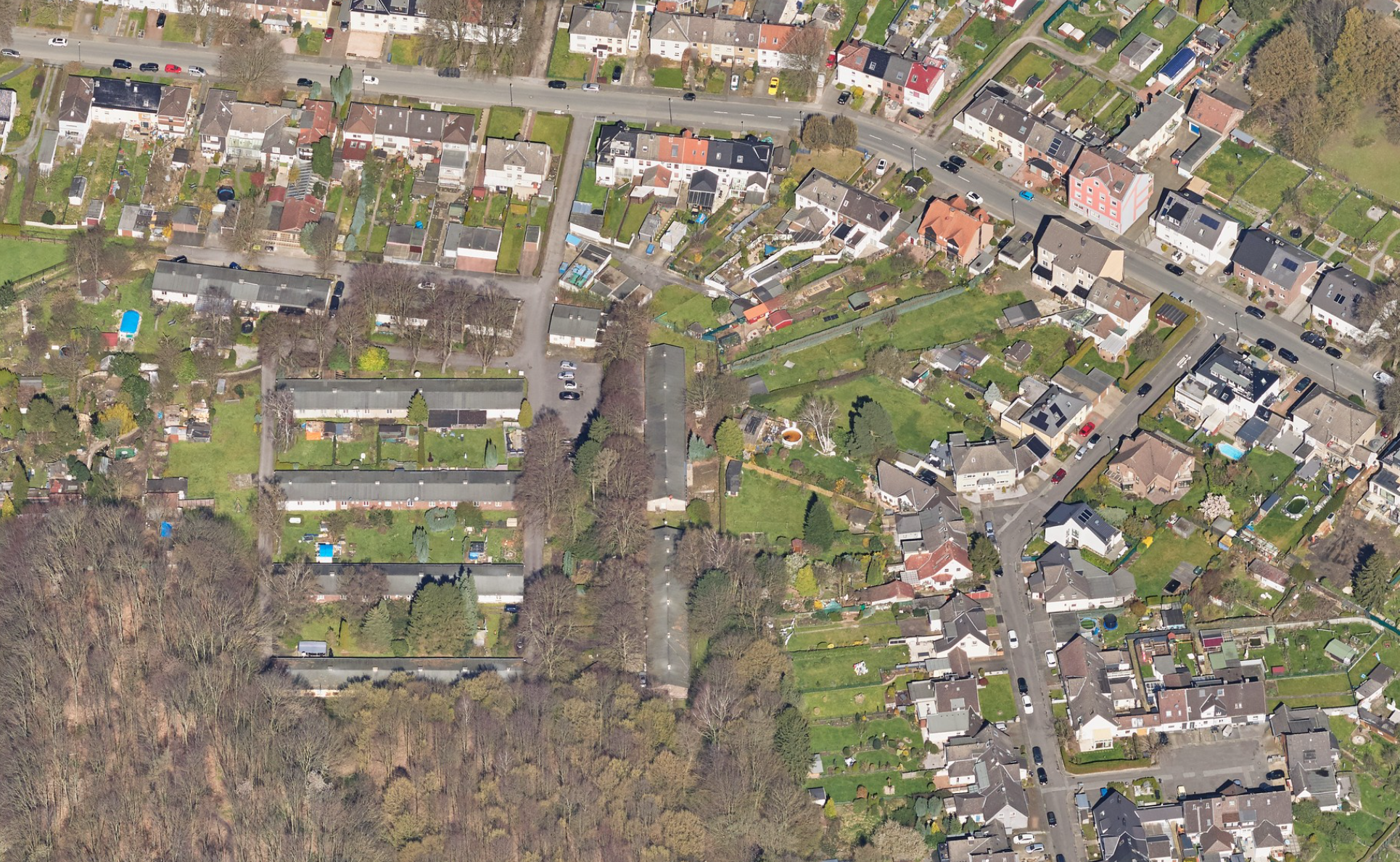
Ehemalige Zwangsarbeiterlager Bergener Straße, Bochum, 2023

Das Zwangsarbeiterlager Bergener Straße ist ein Relikt der Zwangsarbeit in Bochum und Wattenscheid, an der Bergener Straße 116a-i in Bergen. Da die gut erhaltenen baulichen Baracken eines der wenigen erhaltenen Zeugnisse der in der NS-Zeit üblichen Ausbeutung von Arbeitskräften sind, stehen sie seit 2003 unter Denkmalschutz. Auch werden hier wichtigen Aspekt im Wiederaufbau des Bergbaus, als mehr oder weniger improvisierte Unterkunft für dringend benötigte Arbeitskräfte, sichtbar.

## Geschichte des Lagers
Durch den Mangel an Arbeitskräften wurden zur Zeit des Zweiten Weltkrieges ausländische Arbeitskräfte (Kriegsgefangene, „Fremdarbeiter“, „Ostarbeiter“ und KZ-Häftlinge) zur Zwangsarbeit zum Erhalt der Kriegsfähigkeit des Dritten Reiches eingesetzt. Insgesamt mussten über 32.000 Menschen Zwangsarbeit in Bochum leisten, 40 % von ihnen im Bergbau. Die Quote erreichte auch die Zeche Vereinigte Constantin der Große, die im Bochumer Norden mehrere Schachtanlagen hatte.
Um 1941 / 1942 wurden die Baracken für Zivilarbeiter der Zeche Constantin eingerichtet. Hier waren bis zu 680 männliche Zwangsarbeiter untergebracht, die zumeist aus Polen und der Ukraine stammten.

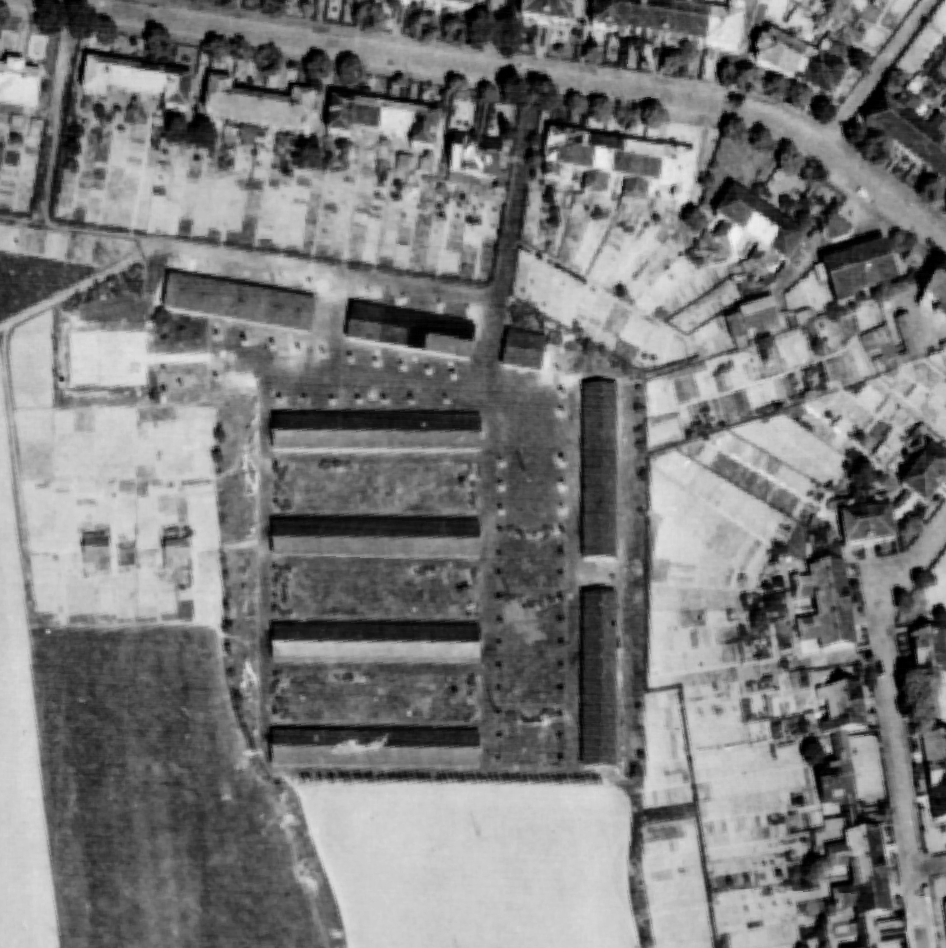
Das Lager im Jahr 1952

Die Siedlung hat den Krieg anscheinend unbeschädigt überstanden. Das Lager soll Gegenstand der Beweisaufnahme im Nürnberger Krupp-Prozess 1947 gewesen sein, der sich vor allem mit der Behandlung von Zwangsarbeitern beschäftigte.
Nach dem Krieg wurden viele Gebäude von Zwangsarbeiterlagern wegen des großen Wohnraummangels nahtlos weiter genutzt als Unterkunft für Flüchtlinge oder neu angeworbene Bergleute umgebaut. Das Adressbuch für Bochum führt 1950 80 meldepflichtige Personen für die Siedlung auf, viele mit der Berufsbezeichnung Bergmann. In der Siedlung lebten ab den 1960er-Jahren auch Arbeitsmigranten aus Südeuropa.

## Bauliche Merkmale der Siedlung
Das Barackenlager beginnt unmittelbar hinter den Wohnbebauungen an der Bergener Straße. Es handelt sich um neun eingeschossige Ziegelsteinbaracken mit flach geneigte Satteldächer, mit Teerpappe gedeckt. Zum Teil sind die Bauten verputzt, zum Teil liegt das Ziegelmauerwerk frei. An den Giebelseiten befinden sich Nebenräume für Kohle, Kleinvieh und anderes. Ein zentraler, unbefestigter Weg erschließt die Siedlung. Am Beginn dieses Weges liegt das kleinste Gebäude, das wohl als Wachstube gedeutet werden muss. An diesem Haus vorbei durchläuft die Straße einen Platz, der sicherlich als Versammlungsort und Appellplatz diente. Soweit die ehemaligen Baracken nicht an diesem Platz stehen, erschließen drei mit Pappeln bestandene Sackgassen die übrigen Gebäude. Am Ende der ersten Quererschließung befand sich früher ein Löschteich.

## Denkmalwert
Die Siedlung steht wegen ihrer großen zeitgeschichtlichen Bedeutung und ihres hohen dokumentarischen Werts seit 2003 unter Denkmalschutz. Sie ist sowohl ein bauliches Zeugnis des verbrecherischen nationalsozialistischen Zwangsarbeitersystems als auch der Wiederbelebung des Bochumer Bergbaus nach 1945. Sie ist bis heute bewohnt.
Die Anlage ist neben dem Zwangsarbeiterlager Zeche Lothringen nicht nur eines der wenigen erhaltenen Zwangsarbeiterlager in Deutschland. Bemerkenswert sind auch zwei bauliche Zeugnisse: Zum einen ist die Ausführung der Wohnbaracken in Ziegelstein, die sich – den überlieferten wenigen Fotos und Plänen zufolge – auch in anderen Bochumer Lagern (abgerissen), zumindest an der Brüll- und Hüttenstraße, in gleicher Weise finden ließ. Bisher ging man davon aus, dass im Deutschen Reich hauptsächlich Holzbaracken verwendet wurden. Zum anderen lässt sich hier durch gedeckte Luftschutzgräben und Luftschutzkeller ein geringfügiger Schutz für Zwangsarbeiter im Rahmen ihrer „Funktionserhaltung“ als Arbeitskraft belegen.
Weiterhin zeigt der bis heute sichtbare oder zumindest leicht nachvollziehbare räumliche Bezug der Lager zu Werksgelände und Wohnbebauung in ganz erheblichem Maße zur Veranschaulichung der Erkenntnis bei, dass die Lage der Zwangsarbeiter für die deutschen Bürger unübersehbar gewesen sein muss.

## Bilder

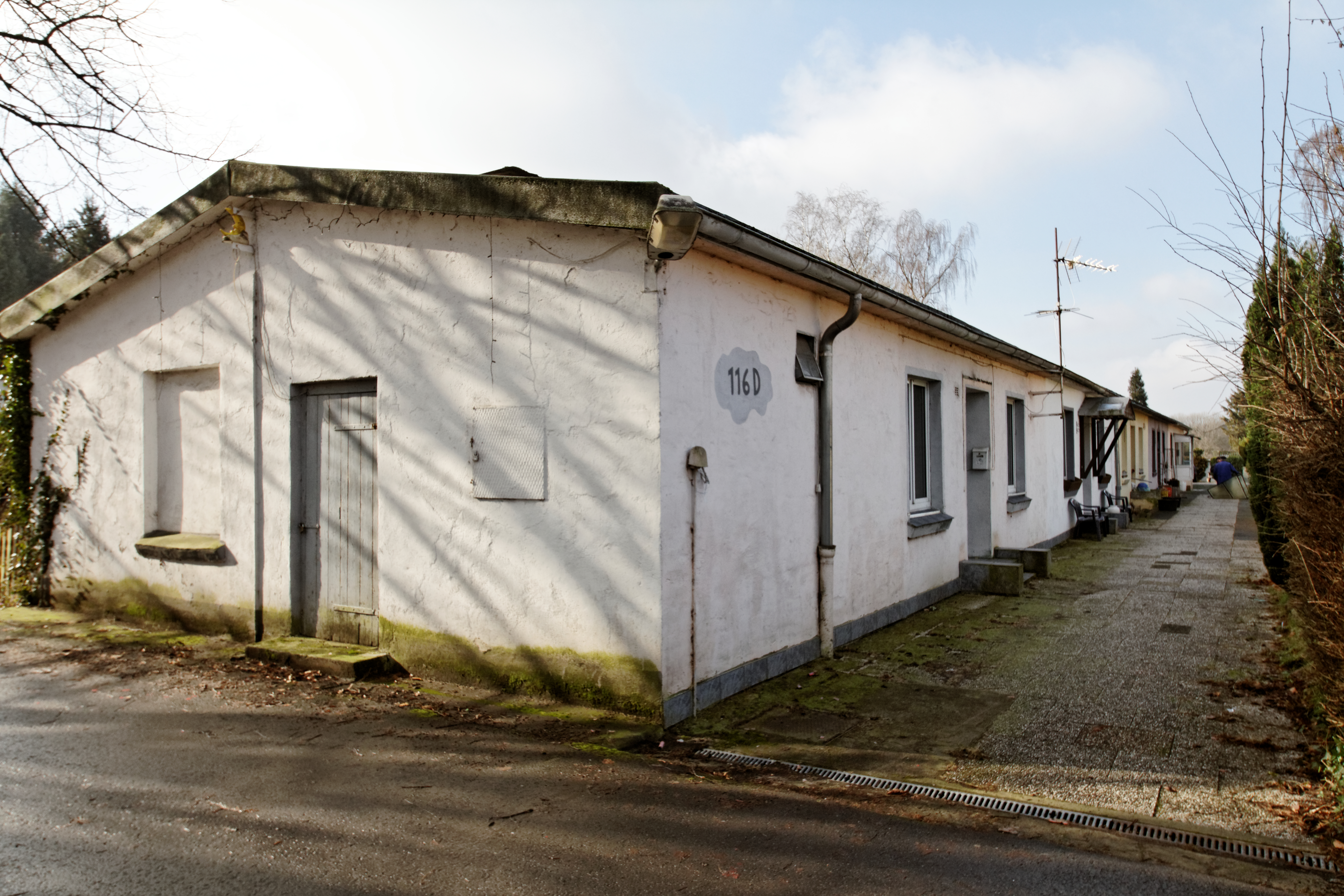
Bochum, Bergener Str. 116
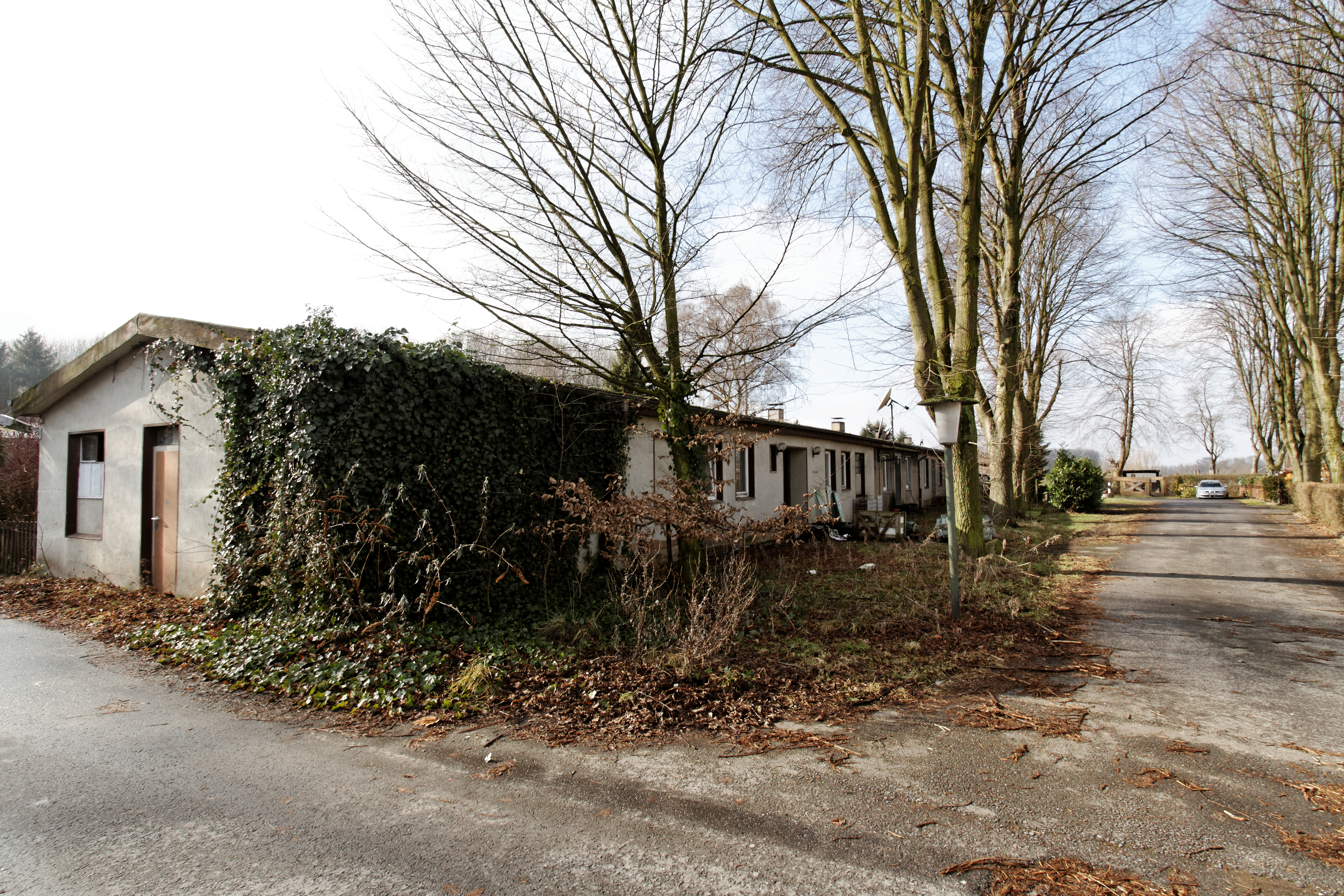
Bochum, Bergener Str. 116
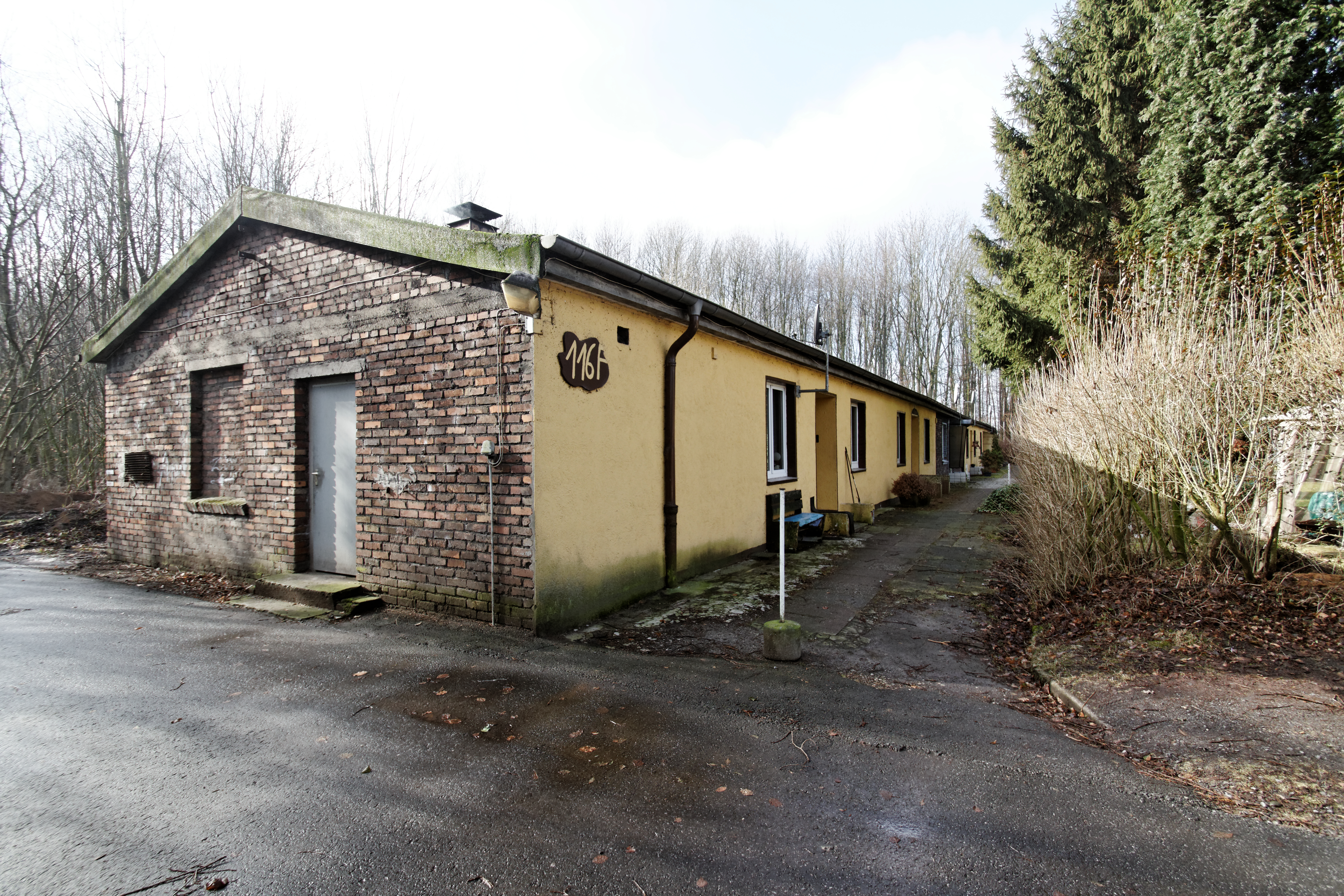
Bochum, Bergener Str. 116
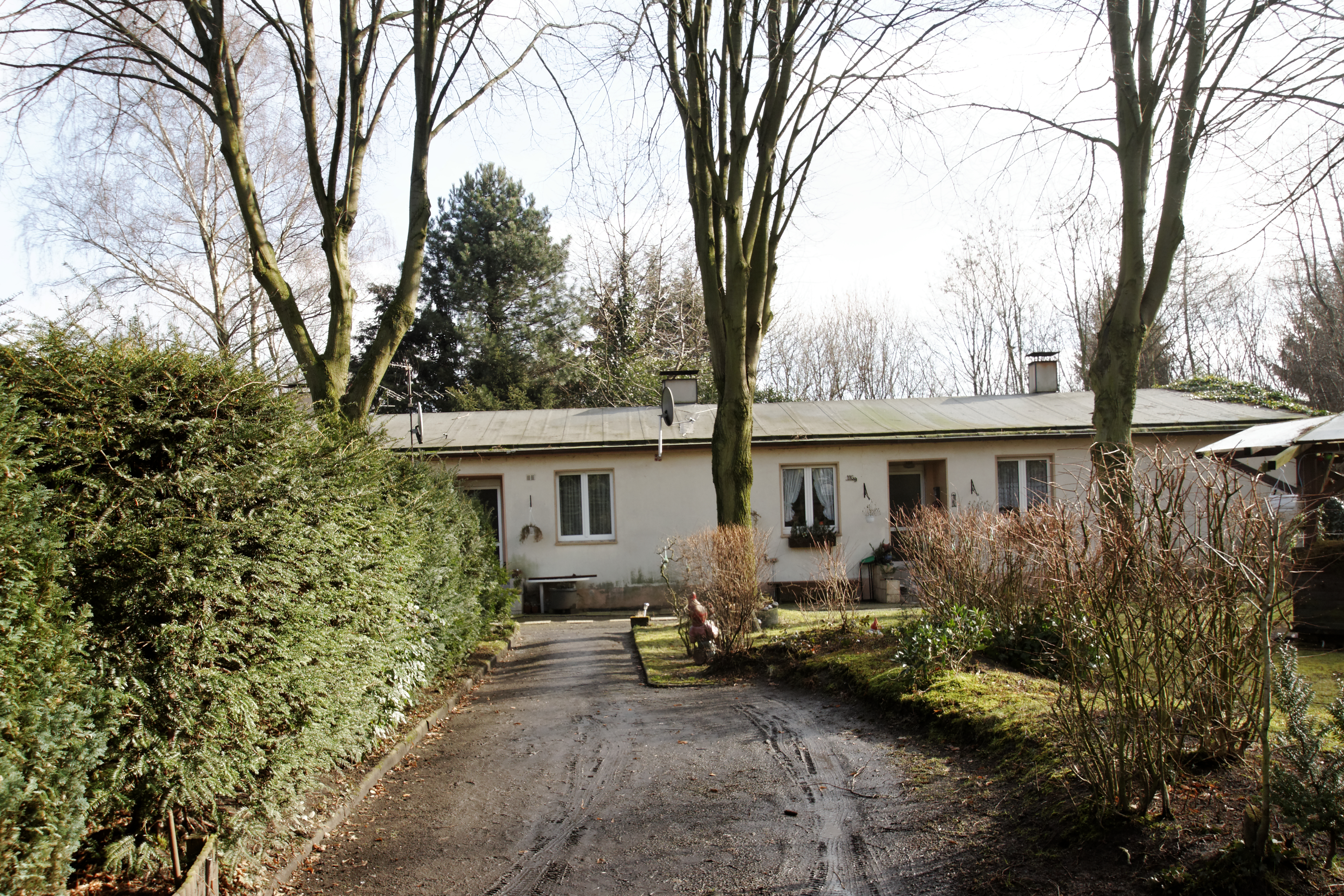
Bochum, Bergener Str. 116
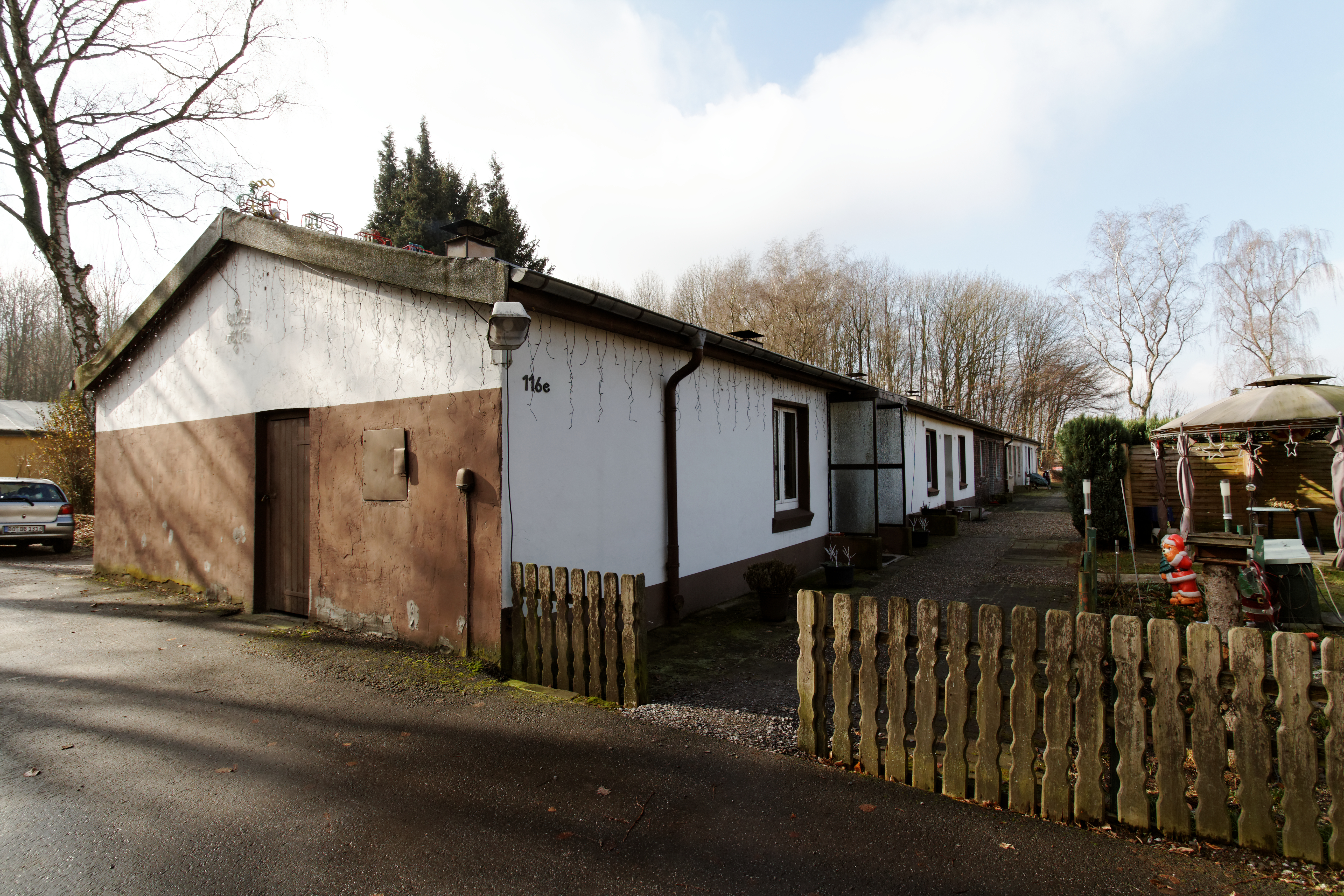
Bochum, Bergener Str. 116
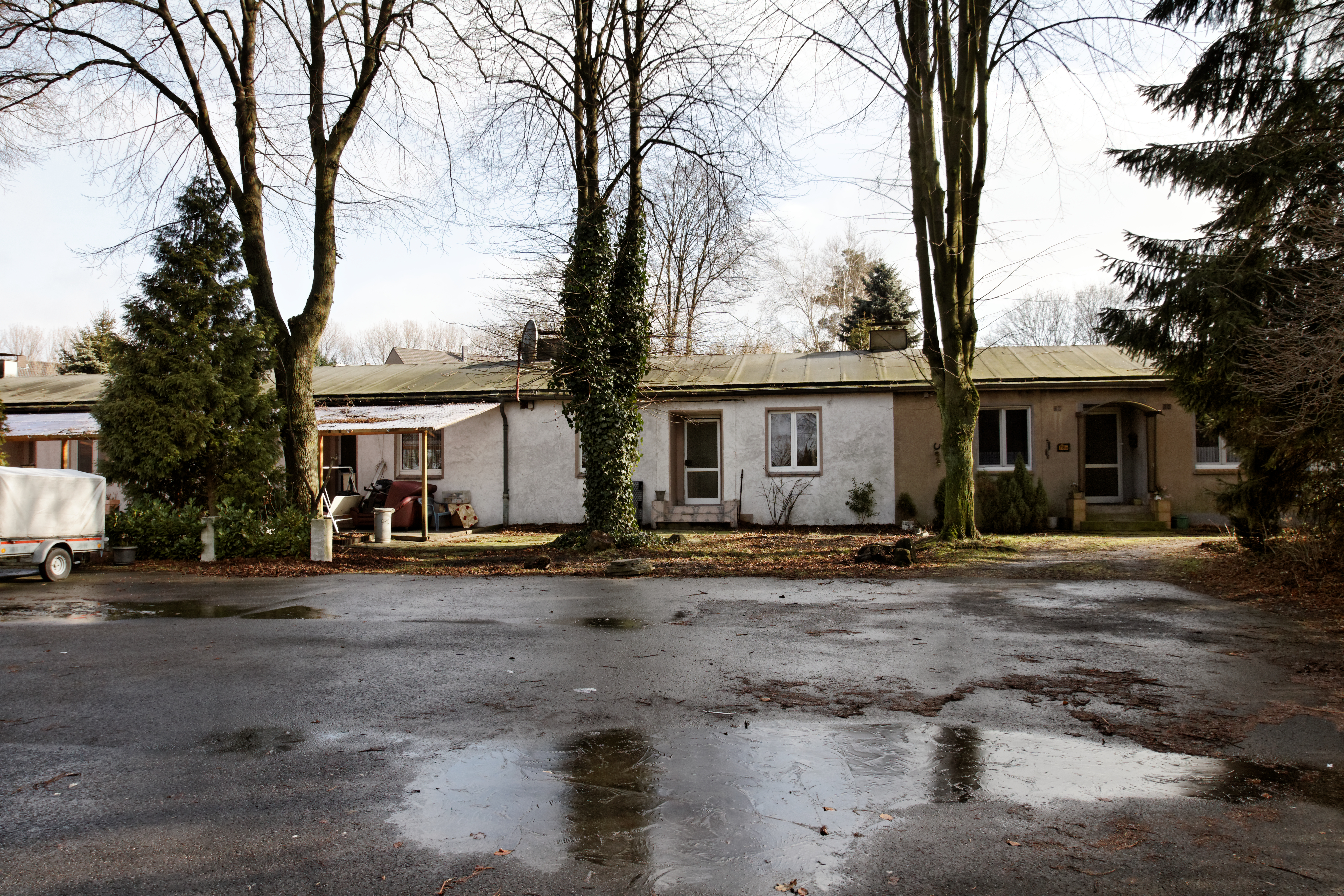
Bochum, Bergener Str. 116
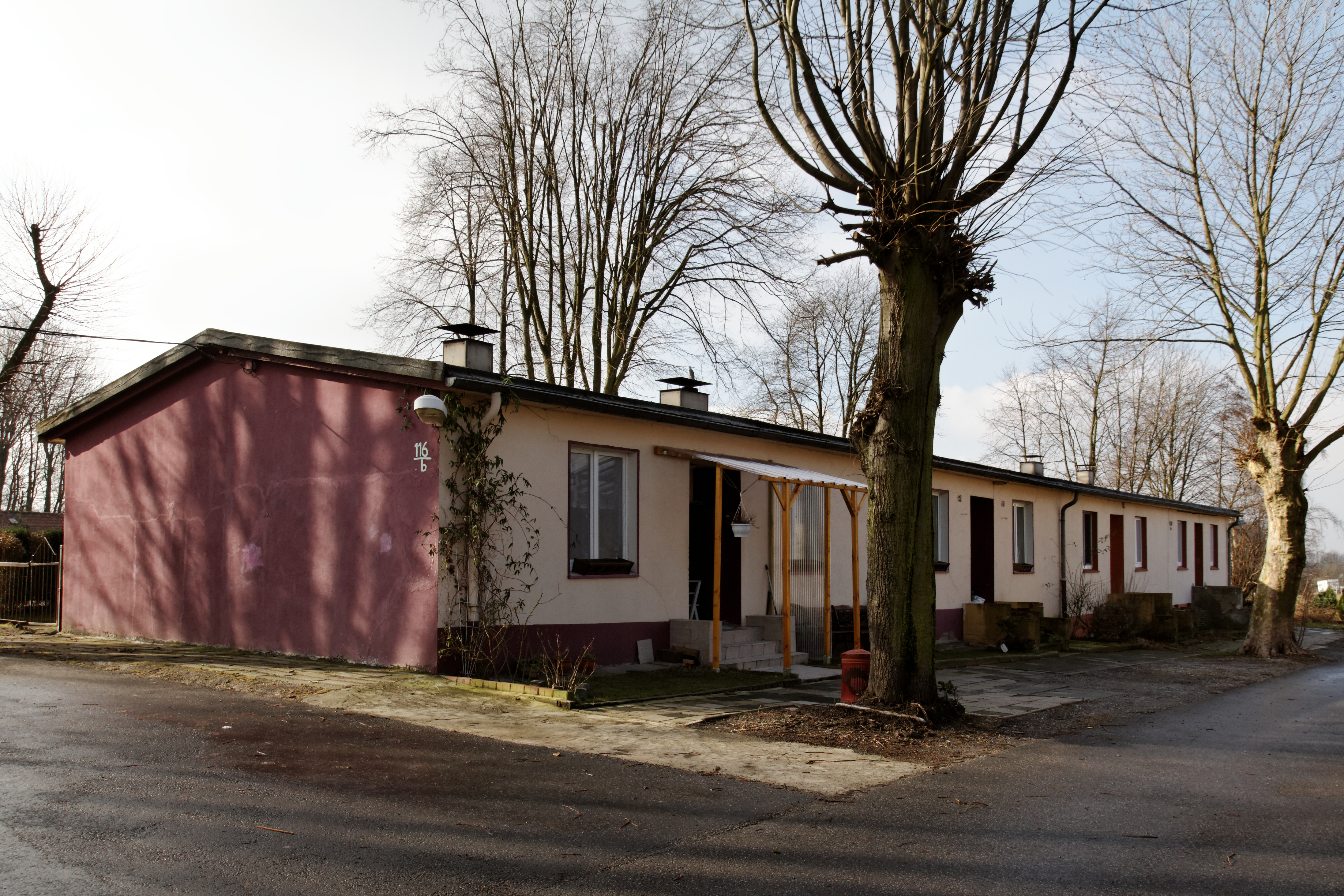
Bochum, Bergener Str. 116